# 长肢球蛛
长肢球蛛（学名：Theridion longipalpum）为球蛛科球蛛属的动物。在中国大陆，分布于湖北、甘肃等地。该物种的模式产地在湖北宣恩、甘肃文县。